# Liste der Bodendenkmale in Kissenbrück
In der Liste der Bodendenkmale in Kissenbrück sind die Bodendenkmale der niedersächsischen Gemeinde Kissenbrück aufgeführt. Die Quelle ist der Denkmalatlas Niedersachsen.
- Diese Liste erhebt keinen Anspruch auf Vollständigkeit.
- Die Angaben ersetzen nicht die rechtsverbindliche Auskunft der zuständigen Denkmalschutzbehörde.
- Es sind nur Daten aus dem Denkmalatlas verarbeitet.
- Der Stand der Liste ist der 8. Juni 2025.

Kissenbrück im Landkreis Wolfenbüttel

## Allgemein
In den Spalten finden sich folgende Informationen des Bodendenkmales:
| Lage         | geographische Koordinaten                                                           |
| Bezeichnung  | Bezeichnung lt. Denkmalatlas                                                        |
| Beschreibung | Beschreibung lt. Denkmalatlas                                                       |
| ID           | Objekt-ID                                                                           |
| Bild         | Bild, ggf. zusätzlich mit Link zu weiteren Fotos im Medienarchiv Wikimedia Commons. |

## Kissenbrück
| Lage                        | Bezeichnung                           | Beschreibung | ID       | Bild |
| --------------------------- | ------------------------------------- | --- | -------- | ---- |
| 52° 6′ 23″ N, 10° 34′ 58″ O | Kissenbrück 2, Kreuzstein (Mordkreuz) | Steinkreuz, H. 142 cm, Br. (Armhöhe) 59 cm, T. 29 cm. Mit hoch angesetzten, kurzen Armen. Schaft zur Basis hin allmählich breiter werdend. Br. an der Basis 47 cm. Auf der nach NNW liegenden Seite Jahreszahl eingemeißelt. | 28967816 | BW   |